# Хаве (Марказі)
Хаве (перс. خاوه) — село в Ірані, у дегестані Джушак, у Центральному бахші, шахрестані Деліджан остану Марказі. За даними перепису 2006 року, його населення становило 963 особи, що проживали у складі 306 сімей.

## Клімат
Середня річна температура становить 11,34 °C, середня максимальна – 29,36 °C, а середня мінімальна – -8,30 °C. Середня річна кількість опадів – 170 мм.
| Клімат поселення                              | Клімат поселення | Клімат поселення | Клімат поселення | Клімат поселення | Клімат поселення | Клімат поселення | Клімат поселення | Клімат поселення | Клімат поселення | Клімат поселення | Клімат поселення | Клімат поселення | Клімат поселення |
| Показник                                      | Січ.             | Лют.             | Бер.             | Квіт.            | Трав.            | Черв.            | Лип.             | Серп.            | Вер.             | Жовт.            | Лист.            | Груд.            |                  |
| Середній максимум, °C                         | 6,78             | 7,71             | 11,45            | 17,09            | 21,72            | 27,90            | 29,36            | 28,76            | 25,04            | 18,81            | 12,73            | 7,38             |                  |
| Середня температура, °C                       | −0,77            | 0,16             | 3,91             | 9,55             | 14,17            | 20,35            | 23,79            | 23,19            | 19,45            | 13,24            | 7,15             | 1,80             |                  |
| Середній мінімум, °C                          | −8,3             | −7,38            | −3,63            | 2,02             | 6,63             | 12,82            | 18,21            | 17,61            | 13,89            | 7,65             | 1,57             | −3,78            |                  |
| Норма опадів, мм                              | 27               | 27               | 34               | 24               | 17               | 2                | 2                | 1                | 0                | 6                | 12               | 18               |                  |
| Середньомісячна швидкість вітру, м/с          | 1.56             | 2.05             | 2.56             | 2.64             | 2.41             | 2.20             | 2.15             | 1.99             | 1.88             | 1.82             | 1.38             | 1.35             |                  |
| Середньомісячна сонячна радіація, кДж/м²·день | 9746             | 12884            | 15671            | 18897            | 22625            | 26697            | 25975            | 24452            | 21467            | 16147            | 11704            | 9477             |                  |
| --------------------------------------------- | ---------------- | ---------------- | ---------------- | ---------------- | ---------------- | ---------------- | ---------------- | ---------------- | ---------------- | ---------------- | ---------------- | ---------------- | ---------------- |
| Джерело:                                      |                  |                  |                  |                  |                  |                  |                  |                  |                  |                  |                  |                  |                  |